# Daspletosaurus horneri
Daspletosaurus horneri (gr. "reptil pavoroso de Jack Horner") es una  especie del género Daspletosaurus de dinosaurio terópodo tiranosáurido, que vivieron a finales del período Cretácico, hace aproximadamente entre 75,1 y 74,3 millones de años, en el Campaniense, en lo que hoy es Norteamérica. En 2017, este nuevo taxón de la formación Dos Medicinas fue nombrado oficialmente como una nueva especie.

Tamaño de D. wilsoni, D. torosus yD. horneri comparados con un humano.

A partir de los restos por lo menos de tres Daspletosaurus más, también se han descrito en una cama de huesos de Dos Medicinas por Currie et al. en 2005. Los autores establecieron que este material fósil probablemente representaba a una especie entonces sin nombrar mencionada por Horner et al. en 1992, pero advirtieron que se necesitaría de un estudio y descripción adicionales de Daspletosaurus antes de que la especie pudiera ser determinada con certeza. En 2017, el taxón de Dos Medicinas fue nombrado oficialmente como la nueva especie D. horneri, el epíteto específico  honra a Jack Horner  .